# Kostel svatého Ondřeje (Uherský Ostroh)
Kostel svatého Ondřeje je pozdně barokně-klasicistní stavba a stojí na místě bývalého kostela, který zde stál již ve 13. století a byl obklopen hřbitovem. Nový chrám byl vystavěn se souhlasem knížete Josefa Václava z Lichtenštejna, který byl vydán 26. února 1750. Dne 15. října 1758 byl slavnostně benedikován děkanem Františkem Šumplerem. Ve věži jsou zavěšeny zvony Václav a Jan z roku 1947, o celkové váze 2 tun. Dnes tvoří chrám sv. Ondřeje dominantu stejnojmenného centrálního náměstí v Uherském Ostrohu.